# 沙朗·高爾
沙朗·高爾（英語：Shannon Cole，1984年8月4日—），是一名澳洲職業足球員，司職右閘，現效力澳職球會西悉尼流浪者。
他出道曾效力紐西蘭球會韋達基利聯，其後加盟FC悉尼。2012年轉會西流，是球隊的常規正選，隨隊贏得2014亞冠盃冠軍。